# St. Elisabeth Ziekenhuis Tilburg
Het St. Elisabeth Ziekenhuis Tilburg was een katholiek ziekenhuis in Tilburg.  Het gebouw is in 1982 in gebruik genomen door de medische staf, die daarvoor nog op de oude locatie zat, die eveneens St. Elisabeth Ziekenhuis heette. Het gebouw is ontworpen door architect A. Nijst en heeft een dubbele kamstructuur, het bestaat uit een centrale gang met links en rechts daarvan lobben. De verpleegafdelingen zijn ondergebracht in twee torens boven de centrale gang. Sinds de fusie met het Tilburgse TweeSteden Ziekenhuis heet het ziekenhuis "Elisabeth-TweeSteden Ziekenhuis".
Eind december 1827 stichtten vier katholieke notabelen  ‘op de Veldhoven’ – vlak bij het huidige Wilhelminapark – in een boerenwoning een provisorisch gasthuis voor armen. In 1838 verhuisde men naar een ruimer gebouw en veranderde de naam in St. Elisabeth Gasthuis. In dat jaar begonnen ook de Zusters van Liefde in het gasthuis te werken.
Het ziekenhuis beschikt over vrijwel alle in Nederland erkende medische specialismen. Het bedient hiermee de regio Tilburg, maar levert ook bovenregionale zorg. Te noemen zijn de slokdarmchirurgie, ivf-behandelingen, coördinatie van aidsbestrijding in een groot deel van de provincie Noord-Brabant, dialyse, plastische chirurgie en kaakchirurgie. De afdeling neurochirurgie is een landelijk verwijscentrum, waardoor ook de acute traumatologie tot verdere ontwikkeling is gekomen. Het St. Elisabeth Ziekenhuis is in 1999 aangewezen als regionaal traumacentrum. Het ETZ is een van de weinige perifere traumacentra in Nederland waar 24 uur per dag een traumachirurg aanwezig is. Het ziekenhuis opende in 2002 als eerste in Nederland een Gamma Knifecentrum.
De entree van het ziekenhuis bestaat sinds eind 2001 uit de Medische Boulevard. Dit is een gebouw waarin een aantal bedrijven en klinieken is gevestigd dat een aanvulling biedt op de reguliere ziekenhuiszorg. Deze Boulevard wordt geheel commercieel gefinancierd. Op de begane grond zijn bedrijven gevestigd die zorggerelateerde producten en diensten verkopen. Op de eerste verdieping zijn onder andere het Centrum Bijzondere Tandheelkunde, een mondhygiënist en het Traumacentrum Brabant gevestigd.

## Fusie met TweeSteden Ziekenhuis
Vanwege de problemen die in Nederland binnen de gezondheidszorg speelden, besloten het TweeSteden ziekenhuis en het St. Elisabeth Ziekenhuis te fuseren. De fusie is op 2 november 2012 goedgekeurd door de NMA, nadat de ziekenhuizen, in reactie op zorgen van de NMA, hadden toegezegd tot 2016 hun prijsstijgingen onder het landelijk gemiddelde te houden. De vestigingen blijven open, maar sommige specialismen worden geconcentreerd per locatie; neurologie in het St. Elisabeth en cardiologie in het Tweesteden.  Door de schaalvergroting die deze fusie met zich meebracht alsmede door afspraken binnen het regionale oncologische netwerk "Embraze" werd het ETZ een van de grootste centra voor gastrointestinale chirurgie in Nederland.